# Walking bass

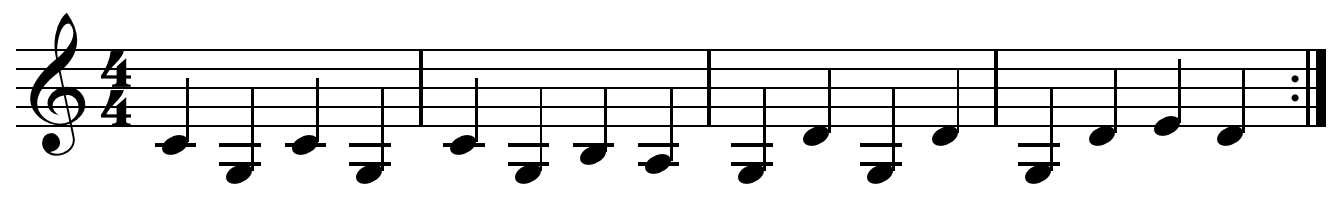
Esempio di Walking bass

Walking bass è un termine con il quale si intende, di norma, in relazione al Contrabbasso, il tipico accompagnamento jazzistico che prevede la scansione di tutti i quarti della battuta. Questo consiste nella creazione di una linea di contrappunto estemporaneo che segue e spesso definisce l'armonia del brano.
Riferito al pianoforte invece si intende l'andamento della mano sinistra, usato soprattutto nel boogie-woogie, in cui ogni basso viene ripetuto all'ottava sopra, a tempo di crome. Oppure usato nello "stride piano".
Con l'utilizzo del Walking in una misura di 4/4, il musicista tipicamente suona uno dei toni dell'accordo (tonica, terza, quinta, settima, sesta) sul primo e terzo tempo della misura, mentre sui tempi deboli (secondo e quarto) potrà invece suonare generalmente quasi tutte le altre note (none, undicesime e tredicesime) creando così un effetto tensione/rilassamento anche al livello della singola battuta.
Particolarmente tipici di questo tipo di accompagnamento risultano essere anche i passaggi cromatici, specie nei cambi d'accordo: è tipico l'effetto di arrivare alla tonica del nuovo accordo cromaticamente, cioè introducendola con una nota posta un semitono più in alto o più in basso. Infine, perché l'accompagnamento in Walking risulti gradevole all'orecchio, devono evitarsi intervalli eccessivamente larghi e l'estensione dell'esecuzione non deve superare, in genere, l'ottava e mezzo circa.